# Jalakandapuram
Jalakandapuram är en ort i Indien.   Den ligger i distriktet Salem och delstaten Tamil Nadu, i den södra delen av landet, 1 900 km söder om huvudstaden New Delhi. Jalakandapuram ligger 282 meter över havet och antalet invånare är 14 529.
Terrängen runt Jalakandapuram är platt åt sydost, men åt nordväst är den kuperad. Runt Jalakandapuram är det tätbefolkat, med 659 invånare per kvadratkilometer. Närmaste större samhälle är Mettur, 12,7 km nordväst om Jalakandapuram. Omgivningarna runt Jalakandapuram är en mosaik av jordbruksmark och naturlig växtlighet.